# 傷痕
「傷痕」（きずあと）は、森川美穂の19枚目のシングル。1994年3月2日に東芝EMI/EASTWORLDから発売。

## 内容
- 関西テレビ・フジテレビ系放映『新伍&紳助のあぶない話』エンディングテーマ。
- C/W曲「約束のない夜」は日本テレビ系『うるとら7:00』エンディングテーマ・『東京アカデミー予備校』TVCMソングのWタイアップ。

## 収録曲
（全作詞：森川美穂）
1. 傷痕 [3:35]　　
作曲：須藤英樹　編曲：佐藤準
2. 約束のない夜 [4:30]
作曲：ジョー・リノイエ　編曲：新川博